# Cavendishia grandifolia
Cavendishia grandifolia är en ljungväxtart som beskrevs av Johann Moritz David Herold. Cavendishia grandifolia ingår i släktet Cavendishia och familjen ljungväxter. Inga underarter finns listade i Catalogue of Life.